# Jörlanda socken
Jörlanda socken i Bohuslän ingick i Inlands Nordre härad, ingår sedan 1971 i Stenungsunds kommun och motsvarar från 2016 Jörlanda distrikt.
Socknens areal är 57,53 kvadratkilometer varav 56,53 land. År 2000 fanns här 3 927 invånare. Tätorterna Stora Höga, Jörlanda med sockenkyrkan Jörlanda kyrka samt norra delen av Aröd och Timmervik ligger i socknen, liksom småorterna Gilltorp, Källsby, Skotthed, Nolgärde och Johannesberg och Vulseröd.   

## Administrativ historik
Jörlanda socken har medeltida ursprung.
Vid kommunreformen 1862 övergick socknens ansvar för de kyrkliga frågorna till Jörlanda församling och för de borgerliga frågorna bildades Jörlanda landskommun. Landskommunen inkorporerades 1952 i Kode landskommun som upplöstes 1971 då denna del uppgick i Stenungsunds kommun.
1 januari 2016 inrättades distriktet Jörlanda, med samma omfattning som församlingen hade 1999/2000.
Socknen har tillhört län, fögderier, tingslag och domsagor enligt vad som beskrivs i artikeln Inlands Nordre härad. De indelta soldaterna tillhörde Bohusläns regemente, Livkompaniet och de indelta båtsmännen tillhörde 2:a Bohusläns båtsmanskompani.

## Geografi och natur
Jörlanda socken ligger nordväst om Kungälv med Hakefjorden i väster och kring Jörlandaån. Socknen består av odlingsbygd vid fjorden och har inåt land dalar som Svartedalen, omgivna av skogklädda bergshöjder.
I socknen finns tre naturreservat: Ranebo lund och Ranebo naturskog ingår i EU-nätverket Natura 2000 medan Ramsön med Keholmen är ett kommunalt naturreservat. Ramsön är socknens största ö. Naturvårdsområdet Stenungsundskusten som delas med Norums socken ingår också i Natura 2000.
I Kyrkeby fanns förr ett gästgiveri.

## Fornlämningar
Boplatser och lösfynd från stenåldern har påträffats. Från bronsåldern finns gravrösen, skålgropsförekomster, stensättningar och tre hällristningar. Från järnåldern finns några gravfält och tre fornborgar.

## Befolkningsutveckling
Befolkningen ökade från 1 095 år 1810 till 1 937 år 1860 varefter den minskade till 1 134 år 1960 då den var som lägst under 1900-talet. Därefter ökade folkmängden på nytt till 3 094 år 1990.

## Namnet
Namnet skrevs 1388 Jorolanda och kommer från en gård. Efterleden innehåller land. Förleden innehåller ett äldre namn på Jörlandaån, Jora eventuellt med betydelsen 'den vattenrika' eller 'vattnet'.